# Samuel Ward
Samuel Ward (1732–1820) est un homme d'affaires britannique qui est propriétaire à Derby et à Richmond, en Angleterre. Il est dans sa jeunesse goûteur pour Bonnie Prince Charlie, qui l'en récompense d'une bague de diamant. Celle-ci figure aujourd'hui dans la collection du Derby Museum and Art Gallery, de même que le portrait que fait de lui Joseph Wright.

## Biographie

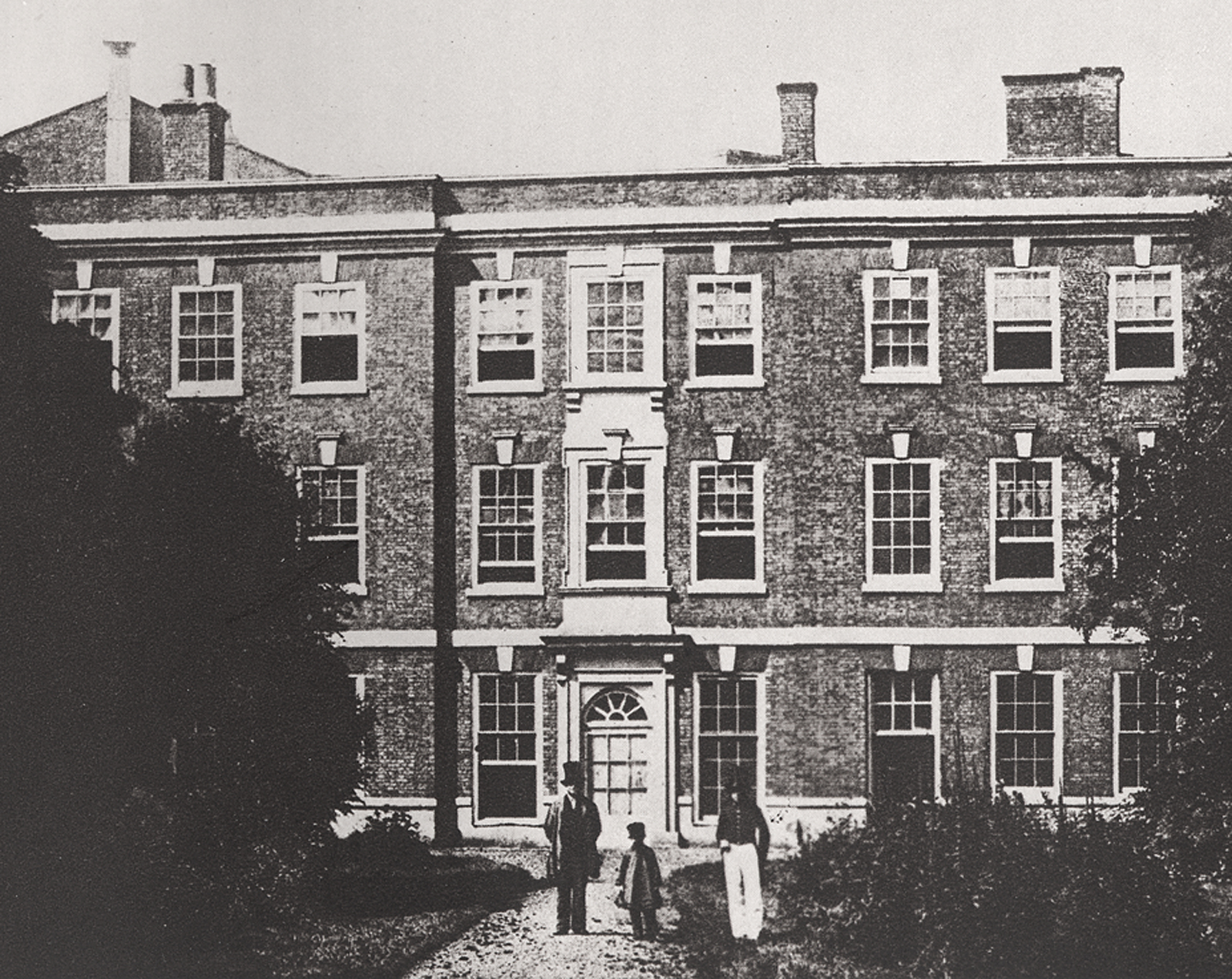
Exeter House.

Ward, fils d'un certain Alderman, est élevé à Derby par sa mère veuve. Lors du passage de Bonnie Prince Charlie dans cette ville, à Exeter House, le 4 décembre 1745, sa mère permet à Samuel d'être le goûteur du jeune prétendant. C'est pendant ce court séjour que Bonnie Prince Charlie prend la décision de renoncer à marcher sur Londres. Avant de partir, il donne à la mère de Ward, en remerciement de leurs services, une bague de diamant. Celle-ci est constituée d'un anneau d'or serti d'un gros diamant, entouré de dix diamants plus petits. La décision du jeune prétendant signifiait qu'il ne prendrait pas à George III la couronne d'Angleterre. Son armée fait retraite vers l'Écosse où elle est définitivement défaite en 1746, à la bataille de Culloden.
À Derby, Ward devient homme d'affaires et se fait faire un portrait par Joseph Wright of Derby vers 1781. La bague reste chez ses descendants. Tableau et bague font aujourd'hui partie de la collection du Derby Museum and Art Gallery. Les notes trouvées avec le tableau décrivent Ward comme étant « de Derby mais ensuite de Richmond. » Sa femme est de Richmond où il est propriétaire, ainsi qu'à Derby.

## Histoire du tableau
Le tableau est mentionné pour la première fois dans les comptes de Joseph Wright, où il figure en 1781 pour un prix de douze guinées. Il resta dans la famille Ward jusqu'à la mort de Sarah Ward, en 1947, dont le don revint à la galerie d'art de Derby.